# Johannes Madsen
Johannes Søren Christian Madsen (født 30. juli 1875 i København, død 11. juli 1914 sammesteds) var en dansk redaktør.
Johannes Madsen var oprindeligt postassistent, senere stifter af og sekretær for Foreningen til Kaninavlens Fremme i Danmark og redaktør af dens tidsskrift 1895-1901, bibliotekar i Industriforeningen 1897-98, assistent i Zoologisk Have 1898-1902, deltager i ekspeditioner til Grønland, Indien og Kina 1900-02, redaktør og udgiver af Dansk Portrætgalleri og redaktør af De Kgl. Danske Ridderordener: Personalhistorisk Festskrift udgivet i anledning af Hans Majestæt Kong Christian Den Niendes 40 aarige Regeringsjubilæum paa foranstaltning af H. F. Grandjean Oberstlieutenant (A. Christiansen 1903). Han var Ridder af Dannebrog. Madsen døde kun 38 år gammel 1914. Han er begravet på Bispebjerg Kirkegård.
Madsen blev gift 27. marts 1907 i Holmens Kirke med Elisabeth født Grandjean (9. august 1883 i Nyborg – 14. juli 1979 i København), datter af oberstløjtnant Harald Grandjean, som han samarbejdede med omkring bogen De Kgl. Danske Ridderordener. Ægteskabet endte med skilsmisse den 5. september 1912.